# Kohlberg Kravis Roberts
Kohlberg Kravis Roberts (KKR) — инвестиционная компания со штаб-квартирой в Нью-Йорке (США). Компания специализируется на частных инвестициях и управлении активами. С основания в 1976 году по 2021 год совершила 650 вложений в капитал компаний на сумму 675 млрд долларов. Размер активов под управлением на конец 2021 года составлял 470,6 млрд долларов. В списке крупнейших компаний США по размеру выручки Fortune 500 за 2021 год KKR заняла 316-е место.

## История

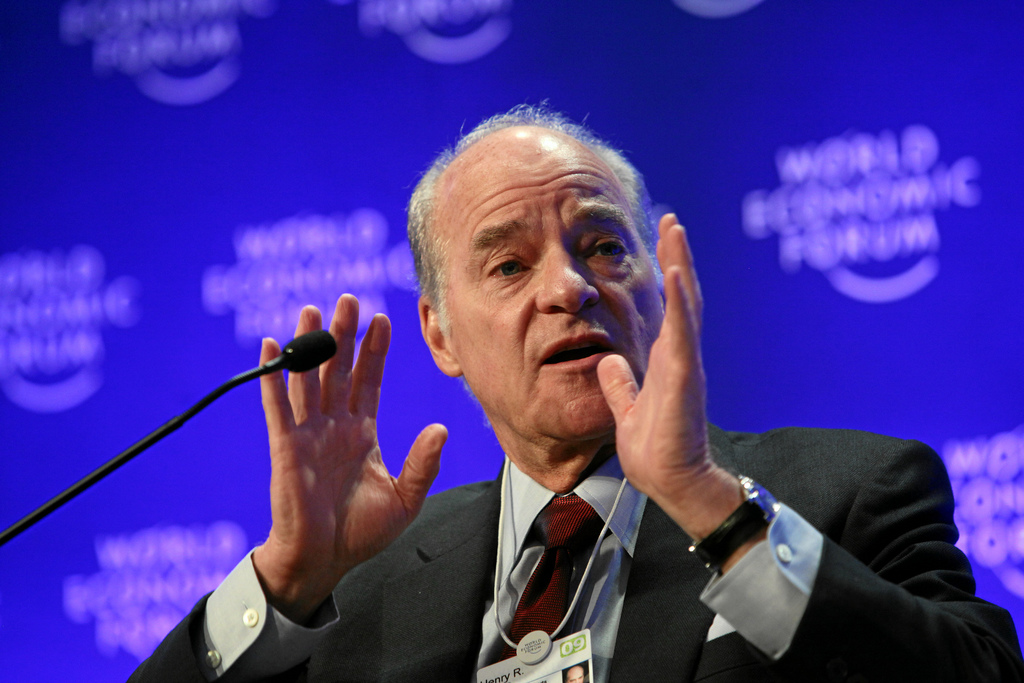
Генри Кравис на Всемирном экономическом форуме в 2009 году

Основатели компании, Джером Кольберг (Jerome Kohlberg), Генри Кравис (Henry Kravis) и Джордж Робертс (George Roberts), первоначально были брокерами в инвестиционном банке Bear Stearns. Они разработали операцию, называемую финансируемый выкуп (англ. Leveraged Buy-Out, LBO) — покупку на заёмные средства компаний, обременённых большой задолженностью с целью продать их, когда они исправят своё финансовое положение. Когда руководство Bear Stearns отказалось создать подразделение для таких операций, финансисты основали в 1976 году свою компанию. Первой крупной покупкой стала компания Houdaille Industries за 355 млн долларов в 1979 году. Благодаря успеху этой операции, средства для дальнейших приобретений начали предоставлять крупные банки и пенсионные фонды. Следующими крупными покупками были Storer Communications за 2,5 млрд долларов в 1985 году, Safeway Stores Inc. за 4,3 млрд и Beatrice Cos. за 6,2 млрд в 1986 году. В 1987 году Кольберг покинул компанию. В этом году было куплено 8 компаний за 43,9 млрд долларов, включая Owens-Illinois, Duracell и Stop & Shop; доходность этих операций достигала 67 % годовых. В 1988 году KKR прославилась победой на аукционе по покупке табачно-продовольственной компании RJR Nabisco — крупнейшем LBO в истории (25 млрд долларов, 30,6 млрд с учётом долга компании), хотя эта операция в конечном счёте обернулась убытком для компании. Эта и ещё несколько неудач в конце 1980-х годов подорвали доверие инвесторов компании, в 1990-х годах покупались не целые компании, а доли в них, и в значительной мере за собственные средства. В конце 1990-х годов компания вышла на европейский рынок, в 1998 году был открыт лондонский офис; покупки включали Newsquest (британский издатель газет), Willis Corroon (британская страховая компания), TI Group (инженерная компания), Legrand (французский производитель электрооборудования). В 2005 году была куплена сеть магазинов товаров для детей Toys "R" Us; в 2006 году было сделано несколько новых крупных выкупов компаний в США и Европе: Alliance Boots (торговля медикаментами), Dollar General (розничная торговля), TXU Energy (электроэнергетика в Техасе).
В 2007 году были открыты офисы в Гонконге и Токио, в 2009 году — в Дубае и Мумбаи; азиатский регион стал основным источником роста компании. В 2010 году KKR разместила свои акции на Нью-Йоркской фондовой бирже. В 2017 году присутствие в Азии было увеличено открытием шанхайского офиса.
В октябре 2020 года за 4,4 млрд долларов была куплена Global Atlantic Financial Group, специализирующаяся на пенсионом страховании и страховании жизни; в данном случае речь шла о создании нового подразделения, а не о выкупе компании.

## Деятельность
На конец 2021 года в портфолио KKR входило 109 компаний с общим оборотом 265 млрд долларов. 58 % инвестиций приходятся на страны Америки, 30 % — Азиатско-Тихоокеанский регион, 12 % — на Европу и Ближний Восток. Прибыль от инвестиций с основания компании до конца 2021 года составила 173,9 млрд долларов.
Доход от страховой деятельности Global Atlantic за 2021 год составил 6,54 млрд долларов, в том числе 2,23 млрд — страховые премии, 2,85 млрд — инвестиционный доход. На страховщика пришлось 165 млрд из 264 млрд активов KKR.

## Инвестиционные фонды и филиалы

### Фонды прямых инвестиций
| Фонд                  | Год основания | Вложенный капитал ($m) |
| KKR Fund 1976         | 1977          | $31                    |
| KKR Fund 1980         | 1980          | $357                   |
| KKR Fund 1982         | 1982          | $328                   |
| KKR Fund 1984         | 1984          | $1,000                 |
| KKR Fund 1986         | 1986          | $672                   |
| KKR Fund 1987         | 1987          | $6,130                 |
| KKR Fund 1993         | 1993          | $1,946                 |
| KKR Fund 1996         | 1997          | $6,012                 |
| KKR European Fund     | 1999          | $3,085                 |
| KKR Millennium Fund   | 2002          | $6,000                 |
| KKR European Fund II  | 2005          | €4,500                 |
| KKR Fund 2006         | 2006          | $17,642                |
| KKR Asia Fund         | 2007          | $4,000                 |
| KKR European Fund III | 2008          | €6,000                 |
| KKR Asia Fund II      | 2012          | $6,000                 |

Источники: Preqin, SEC Filings

## Интересные факты
В фильме «Варвары у ворот» рассказано об участии фонда в борьбе за компанию RJR Nabisco.